# Знаки почтовой оплаты СССР (1989)
Зна́ки почто́вой опла́ты СССР (1989) — перечень (каталог) знаков почтовой оплаты (почтовых марок), введённых в обращение дирекцией по изданию и экспедированию знаков почтовой оплаты Министерства связи СССР в 1989 году.

## Список коммеморативных (памятных) марок
Порядок следования элементов в таблице соответствует номеру по каталогу марок СССР (ЦФА), в скобках приведены номера по каталогу «Михель».
| № по каталогу                        | Изображение | Описание и источники                                                                | Номинал   | Дата выпуска        | Тираж     | Художник         |
| ------------------------------------ | ----------- | ----------------------------------------------------------------------------------- | --------- | ------------------- | --------- | ---------------- |
| (ЦФА [АО «Марка»] № 6067) (Mi #5948) |             | 70-летие провозглашения Венгерской советской республики. Памятник борцам революции. | 0,05 руб. | 5 мая 1989 года     | 1 900 000 | Рим Стрельников  |
| (ЦФА [АО «Марка»] № 6068) (Mi #5949) |             | 400-лет Волгограду: монумент «Родина-мать».                                         | 0,05 руб. | 5 мая 1989 года     | 2 400 000 | Владислав Коваль |
| (ЦФА [АО «Марка»] № 6069) (Mi #5950) |             | Серия «Пчеловодство»: - Трутень.                                                    | 0,05 руб. | 18 мая 1989 года    | 5 500 000 | Иван Козлов      |
| (ЦФА [АО «Марка»] № 6070) (Mi #5951) |             | Серия «Пчеловодство»: - Рабочие пчёлы.                                              | 0,10 руб. | 18 мая 1989 года    | 4 700 000 | Иван Козлов      |
| (ЦФА [АО «Марка»] № 6071) (Mi #5952) |             | Серия «Пчеловодство»: - Рабочая пчела на цветке.                                    | 0,20 руб. | 18 мая 1989 года    | 3 400 000 | Иван Козлов      |
| (ЦФА [АО «Марка»] № 6072) (Mi #5953) |             | Серия «Пчеловодство»: - Матка и рабочие пчёлы.                                      | 0,35 руб. | 18 мая 1989 года    | 3 000 000 | Иван Козлов      |
| (ЦФА [АО «Марка»] № 6138) (Mi #6019) |             | «С Новым, 1990 годом!»: - Дымковская игрушка. Дед Мороз.                            | 0,05 руб. | 22 ноября 1989 года | 4 000 000 | В. Храмов        |

## Четырнадцатый выпуск стандартных марок (1988—1991)
В 1989 году продолжена эмиссия стандартных почтовых марок четырнадцатого стандартного выпуска СССР. Были переизданы офсетным способом на простой бумаге почтовые марки двенадцати номиналов, ранее выпущенные методом металлографии на мелованной бумаге. На оттисках нового тиража сохранена цифра «1988» — дата первой эмиссии этой серии марок.
Порядок следования элементов в таблице соответствует номеру по каталогу марок СССР (ЦФА), в скобках приведены номера по каталогу «Михель».
| № по каталогу                        | Изображение | Описание и источники               | Номинал   | Дата выпуска         | Тираж     | Художник         |
| ------------------------------------ | ----------- | ---------------------------------- | --------- | -------------------- | --------- | ---------------- |
| (ЦФА [АО «Марка»] № 6145) (Mi #6025) |             | Почтовый гонец                     | 0,01 руб. | 25 декабря 1989 года | 5 000 000 | Владислав Коваль |
| (ЦФА [АО «Марка»] № 6146) (Mi #6026) |             | Крейсер «Аврора»                   | 0,03 руб. | 25 декабря 1989 года | 6 000 000 | Владислав Коваль |
| (ЦФА [АО «Марка»] № 6147) (Mi #6027) |             | Красная площадь                    | 0,04 руб. | 25 декабря 1989 года | 5 000 000 | Владислав Коваль |
| (ЦФА [АО «Марка»] № 6148) (Mi #6028) |             | Герб и флаг СССР                   | 0,05 руб. | 25 декабря 1989 года | 5 000 000 | Владислав Коваль |
| (ЦФА [АО «Марка»] № 6149) (Mi #6029) |             | Монумент «Рабочий и колхозница»    | 0,10 руб. | 25 декабря 1989 года | 5 000 000 | Владислав Коваль |
| (ЦФА [АО «Марка»] № 6150) (Mi #6030) |             | Установка космической связи        | 0,15 руб. | 25 декабря 1989 года | 5 000 000 | Владислав Коваль |
| (ЦФА [АО «Марка»] № 6151) (Mi #6031) |             | Символы искусства и литературы     | 0,20 руб. | 25 декабря 1989 года | 5 000 000 | Владислав Коваль |
| (ЦФА [АО «Марка»] № 6152) (Mi #6032) |             | Дискобол на фоне олимпийских колец | 0,25 руб. | 25 декабря 1989 года | 7 000 000 | Владислав Коваль |
| (ЦФА [АО «Марка»] № 6153) (Mi #6033) |             | Пингвины и карта Антарктиды        | 0,30 руб. | 25 декабря 1989 года | 3 000 000 | Владислав Коваль |
| (ЦФА [АО «Марка»] № 6154) (Mi #6034) |             | Скульптура Меркурия                | 0,35 руб. | 25 декабря 1989 года | 3 000 000 | Владислав Коваль |
| (ЦФА [АО «Марка»] № 6155) (Mi #6035) |             | Стерхи                             | 0,50 руб. | 25 декабря 1989 года | 3 000 000 | Владислав Коваль |
| (ЦФА [АО «Марка»] № 6156) (Mi #6036) |             | Эмблема ВПС                        | 1,00 руб. | 25 декабря 1989 года | 3 000 000 | Владислав Коваль |

## Почтовые конверты с оригинальными марками
Конве́рт с оригина́льной ма́ркой (сокращённо — КсОМ) — почтовый конверт, который является предметом коллекционирования и относится к цельным вещам. Представляет собой вид почтового конверта (обычно иллюстрированного), на котором в качестве знака почтовой оплаты предварительно напечатано заранее предусмотренное изображение коммеморативной марки, самостоятельно не выпускавшейся. Такая марка является оригинальной, поскольку отдельно от данного конверта не существует. Не следует их путать с целыми вещами — конвертами или карточками, на которых, в отличие от цельных вещей, почтовые марки наклеены, например, конвертами первого дня.
В 1989 году было выпущено видов почтовых конвертов СССР с оригинальными марками.
| № по каталогу          | Изображение | Описание и источники | Номинал   | Дата выпуска | Тираж    | Художник |
| ---------------------- | ----------- | -------------------- | --------- | ------------ | -------- | -------- |
| (ЦФА [АО «Марка»] № ?) |             | [ Комм 22 ]          | 0,05 руб. | 1989 года    | нет в АИ | нет в АИ |

## Комментарии
1. ↑  Ниже приведён перечень памятных художественных марок (с возможностью сортировки по номиналу, тиражу и дате введения в обращение).
2. ↑  70-летие провозглашения Венгерской советской республики: памятник борцам революции, многоцветная. Памятный типографский текст «70-летие провозглашения Венгерской советской республики». Глубокая печать, перфорирована: рамочная зубцовка 11½ (на каждые 2 сантиметра края марки приходится 11½ зубцов). В марочных листах 50 (10×5) марок[2][6][7].
3. ↑  400-лет Волгограду: монумент «Родина-мать», многоцветная. Памятный типографский текст «400 лет Волгограду». Металлография в сочетании с глубокой печатью, перфорирована: рамочная зубцовка 11½ (на каждые 2 сантиметра края марки приходится 11½ зубцов). В марочных листах 50 (10×5) марок[2][6][7].
4. ↑  Серия «Пчеловодство»: на многоцветной марке — Трутень. Памятный типографский текст «Пчёлы лат. Apidae». Офсетная печать, перфорирована: комбинированная гребенчатая зубцовка 12½:12 (на каждые 2 сантиметра края марки приходится 12½:12 зубцов). Разновидность  (ЦФА [АО «Марка»] № 6069А) — без зубцов[6]. В марочных листах 36 (6×6) марок[2][6][7].
5. ↑  Серия «Пчеловодство»: на многоцветной марке — Рабочие пчёлы. Памятный типографский текст «Пчёлы лат. Apidae». Офсетная печать, перфорирована: комбинированная гребенчатая зубцовка 12½:12 (на каждые 2 сантиметра края марки приходится 12½:12 зубцов). В марочных листах 36 (6×6) марок[2][6][7].
6. ↑  Серия «Пчеловодство»: на многоцветной марке — Рабочая пчела на цветке. Памятный типографский текст «Пчёлы лат. Apidae». Офсетная печать, перфорирована: комбинированная гребенчатая зубцовка 12½:12 (на каждые 2 сантиметра края марки приходится 12½:12 зубцов). В марочных листах 36 (6×6) марок[2][6][7].
7. ↑  Серия «Пчеловодство»: на многоцветной марке — Матка и рабочие пчёлы. Памятный типографский текст «Пчёлы лат. Apidae». Офсетная печать, перфорирована: комбинированная гребенчатая зубцовка 12½:12 (на каждые 2 сантиметра края марки приходится 12½:12 зубцов). В марочных листах 36 (6×6) марок[2][6][7].
8. ↑  Новогодняя марка «С Новым, 1990 годом!»: на многоцветной марке  (ЦФА [АО «Марка»] № 6138) — Дымковская игрушка. Дед Мороз. Офсетная печать, перфорирована: гребенчатая зубцовка 12 (на каждые 2 сантиметра края марки приходится 12 зубцов). В марочных листах 30 (5×6) и малые листы (кляйнбогены) по 10 (5×2) марок[2][8][9].
9. ↑  Ниже приведён перечень стандартных марок (с возможностью сортировки по номиналу, тиражу и дате введения в обращение).
10. ↑  Почтовый гонец, коричневая. За основу взято изображение марки  (ЦФА [АО «Марка»] № 6013) с сохранением года начала первой эмиссии «1988». Офсетная печать на простой бумаге, перфорирована: комбинированная гребенчатая зубцовка 12:12½ (на каждые 2 сантиметра края марки приходится 12:12½ зубцов), 100 (10×10) экземпляров на марочных листах[2][13][14].
11. ↑  Крейсер «Аврора», сине-зелёная. За основу взято изображение марки  (ЦФА [АО «Марка»] № 6014) с сохранением года начала первой эмиссии «1988». Офсетная печать на простой бумаге, перфорирована: комбинированная гребенчатая зубцовка 12:12½ (на каждые 2 сантиметра края марки приходится 12:12½ зубцов), 100 (10×10) экземпляров на марочных листах[2][13][14].
12. ↑  Красная площадь, серо-синяя. За основу взято изображение марки  (ЦФА [АО «Марка»] № 6015) с сохранением года начала первой эмиссии «1988». Офсетная печать на простой бумаге, перфорирована: комбинированная гребенчатая зубцовка 12:12½ (на каждые 2 сантиметра края марки приходится 12:12½ зубцов), 100 (10×10) экземпляров на марочных листах[2][13][14].
13. ↑  Герб и флаг СССР, красная. За основу взято изображение марки  (ЦФА [АО «Марка»] № 6016) с сохранением года начала первой эмиссии «1988». Офсетная печать на простой бумаге, перфорирована: комбинированная гребенчатая зубцовка 12:12½ (на каждые 2 сантиметра края марки приходится 12:12½ зубцов), 100 (10×10) экземпляров на марочных листах[2][13][14].
14. ↑  Монумент «Рабочий и колхозница», лилово-коричневая. За основу взято изображение марки  (ЦФА [АО «Марка»] № 6017) с сохранением года начала первой эмиссии «1988». Офсетная печать на простой бумаге, перфорирована: комбинированная гребенчатая зубцовка 12:12½ (на каждые 2 сантиметра края марки приходится 12:12½ зубцов), 100 (10×10) экземпляров на марочных листах[2][13][14].
15. ↑  Установка космической связи, синяя. За основу взято изображение марки  (ЦФА [АО «Марка»] № 6018) с сохранением года начала первой эмиссии «1988». Офсетная печать на простой бумаге, перфорирована: комбинированная гребенчатая зубцовка 12:12½ (на каждые 2 сантиметра края марки приходится 12:12½ зубцов), 100 (10×10) экземпляров на марочных листах[2][13][14].
16. ↑  Символы искусства и литературы, серо-коричневая. За основу взято изображение марки  (ЦФА [АО «Марка»] № 6019) с сохранением года начала первой эмиссии «1988». Офсетная печать на простой бумаге, перфорирована: комбинированная гребенчатая зубцовка 12:12½ (на каждые 2 сантиметра края марки приходится 12:12½ зубцов), 100 (10×10) экземпляров на марочных листах[2][13][14].
17. ↑  Дискобол на фоне олимпийских колец, тёмно-зелёная. За основу взято изображение марки  (ЦФА [АО «Марка»] № 6020) с сохранением года начала первой эмиссии «1988». Офсетная печать на простой бумаге, перфорирована: комбинированная гребенчатая зубцовка 12:12½ (на каждые 2 сантиметра края марки приходится 12:12½ зубцов), 100 (10×10) экземпляров на марочных листах[2][13][14].
18. ↑  Пингвины и карта Антарктиды, ультрамариновая. За основу взято изображение марки  (ЦФА [АО «Марка»] № 6021) с сохранением года начала первой эмиссии «1988». Офсетная печать на простой бумаге, перфорирована: комбинированная гребенчатая зубцовка 12:12½ (на каждые 2 сантиметра края марки приходится 12:12½ зубцов), 100 (10×10) экземпляров на марочных листах[2][13][14].
19. ↑  Скульптура Меркурия, красно-коричневая. За основу взято изображение марки  (ЦФА [АО «Марка»] № 6022) с сохранением года начала первой эмиссии «1988». Офсетная печать на простой бумаге, перфорирована: комбинированная гребенчатая зубцовка 12:12½ (на каждые 2 сантиметра края марки приходится 12:12½ зубцов), 100 (10×10) экземпляров на марочных листах[2][13][14].
20. ↑  Стерхи, светло-синяя. За основу взято изображение марки  (ЦФА [АО «Марка»] № 6023) с сохранением года начала первой эмиссии «1988». Офсетная печать на простой бумаге, перфорирована: комбинированная гребенчатая зубцовка 12:12½ (на каждые 2 сантиметра края марки приходится 12:12½ зубцов), 100 (10×10) экземпляров на марочных листах[2][13][14].
21. ↑  Эмблема ВПС, сине-серая. За основу взято изображение марки  (ЦФА [АО «Марка»] № 6024) с сохранением года начала первой эмиссии «1988». Офсетная печать на простой бумаге, перфорирована: комбинированная гребенчатая зубцовка 12:12½ (на каждые 2 сантиметра края марки приходится 12:12½ зубцов), 100 (10×10) экземпляров на марочных листах[2][13][14].
22. ↑  Оригинальная почтовая марка на конверте погашена штемпелем первого дня гашений.
23. ↑  Дата указана на обратной стороне конверта.